# ایبان پرز
ایبان پرز (انگلیسی: Ibán Pérez؛ زادهٔ ۱۳ نوامبر ۱۹۸۳ در بارسلونا) بازیکن والیبال تیم ملی والیبال اسپانیا است. پرز به همراه اسپانیا در مسابقات قهرمانی اروپا ۲۰۰۷ در مسکو به مدال طلا دست یافت. او مسابقات قهرمانی جهان ۲۰۱۰ نیز تک ستاره اسپانیا بود و توانست به عنوان امتیازآورترین بازیکن برسد.